# Villeneuve-lès-Bouloc
Villeneuve-lès-Bouloc település Franciaországban, Haute-Garonne megyében. Lakosainak száma 1687 fő (2022. január 1.). Villeneuve-lès-Bouloc Bouloc, Castelnau-d’Estrétefonds, Cépet, Gargas, Saint-Sauveur, Vacquiers, Villematier és Villemur-sur-Tarn községekkel határos.

## Népesség
A település népessége az elmúlt években az alábbi módon változott:
| Lakosok száma | 429  | 699  | 882  | 1032 | 1264 | 1520 | 1622 | 1627 | 1629 | 1687 |
|               | 1968 | 1982 | 1990 | 2006 | 2013 | 2015 | 2017 | 2019 | 2020 | 2022 |